# Megavirus chilensis
Megavirus tên của một chi siêu virus chỉ có một loài Megavirus chilensis (MGVC), phylogenetically related to Acanthamoeba polyphaga Mimivirus (APMV)., có đường kính thân lên tới 0,7 micromet (7 phần vạn mm). Chiều dài thân của nó gấp từ 10 tới 20 lần những chủng virus thông thường. Virus này đã được các nhà khoa học của Đại học Aix-Marseille tại Pháp phát ở vùng biển gần thành phố Las Cruces ở miền trung Chile.
Siêu virus này có thể thấy nó bằng kính hiển vi thường, chứ không cần tới kính hiển vi điện tử. Virus không có khả năng tự nhân bản. Chúng phải xâm nhập một tế bào khác nếu muốn sinh sôi. Siêu virus có nhiều sợi siêu nhỏ ở bên ngoài lớp vỏ của nó. Các nhà nghiên cứu cho rằng những sợi siêu nhỏ giúp siêu virus đánh lừa amip, loại sinh vật đơn bào săn vi khuẩn. Do vi khuẩn cũng có những sợi siêu nhỏ như siêu virus, amip lao tới để bắt và bị siêu virus tiêu diệt. Sau khi lọt vào cơ thể amip, siêu virus tự nhân bản và tiếp tục tấn công những con amip khác.